# Заврайский, Виталий Викторович
Виталий Викторович Заврайский (род. 20 апреля 1975) — подполковник Вооружённых Сил РФ, участник второй чеченской войны, Герой Российской Федерации (2000).

## Биография
Виталий Заврайский родился 20 апреля 1975 года в Потсдаме. В 1992 году он окончил среднюю школу и поступил на учёбу в Санкт-Петербургское высшее общевойсковое командное училище. В 1996 году Заврайский окончил это училище, после чего служил в строевых частях.
В сентябре 1999 года старший лейтенант Заврайский, будучи командиром мотострелковой роты 245-го гвардейского мотострелкового полка 3-й мотострелковой дивизии Московского военного округа, был направлен в Чечню. 13 октября 1999 года рота Заврайского успешно и без потерь со своей стороны провела штурм высоты 460,8 на Терском хребте, после чего закрепилась на ней. Оставив часть своей роты на этой высоте, Заврайский направился с остальными своими бойцами к соседней высоте 500,8 у населённого пункта Зибир-Юрт, на которой находился опорный пункт сепаратистов. Когда под массированным вражеским огнём группа залегла, Заврайский вызвал огонь артиллерии по позициям боевиков и успешно провёл их штурм. Всего же за октябрь 1999 года рота Заврайского уничтожила около 50 сепаратистов, при этом сама потерь практически не понесла — лишь один солдат получил осколочное ранение. Также рота Заврайского успешно действовала во время боёв за Грозный 2000 года.
Указом Президента Российской Федерации от 6 апреля 2000 года за «мужество и героизм, проявленные в ходе контртеррористической операции в Северо-Кавказском регионе» капитан Виталий Заврайский был удостоен высокого звания Героя Российской Федерации с вручением медали «Золотая Звезда».
Впоследствии Заврайский продолжил службу в Вооружённых Силах Российской Федерации, занимал должность старшего помощника начальника оперативного отделения штаба 3-й мотострелковой дивизии Московского военного округа. В 2002 году он окончил Общевойсковую Академию ВС РФ.
Также награждён рядом медалей.

## Семья
В 1996 году Виталий Викторович женился на Чернышовой Марине Александровне.
23 января 2000 года у них родилась дочь Валерия Витальевна. 4 июля 2012 года родилась дочка Виктория Витальевна.